# 49er

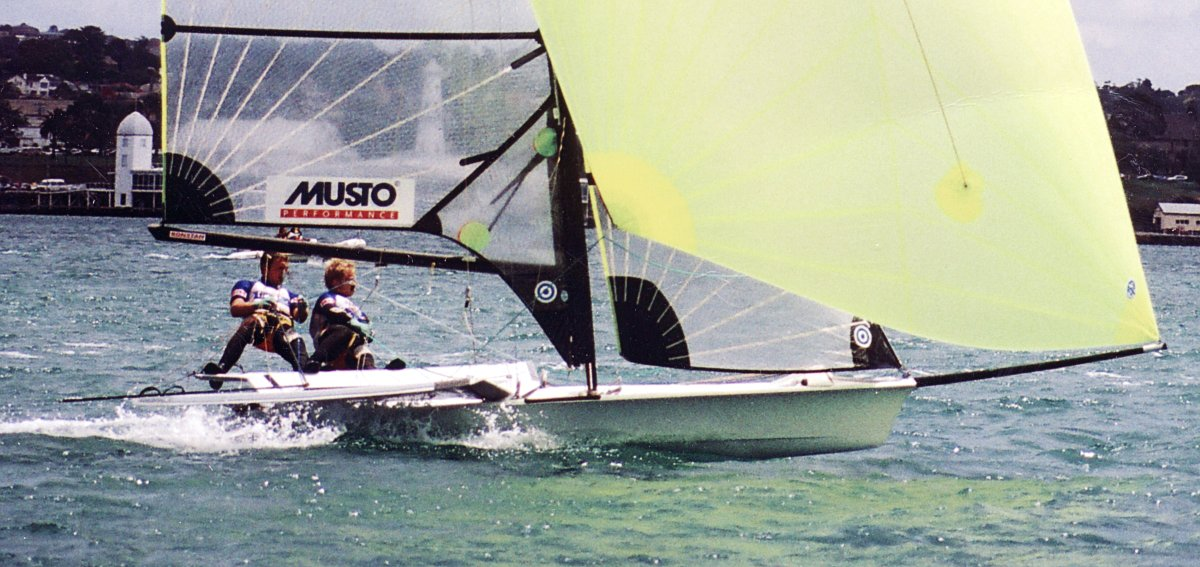
49er i Geelong, Australien.

49er är en tvåmansjolle med trapets. 49ern har varit med på Olympiska sommarspelen sedan 2000. 49ern har senare också fått en lillasyster, 29er. 49ern har en maxhastighet på 1,9 gånger vindens hastighet, vid 10 m/s kan alltså 49ern i bra förhållanden segla i 20 m/s. Det är ungefär 39 knop. Detta är dock endast teoretiskt och världsrekordet ligger på 24,1 knop. Inför OS 2012 fick 49er en större rigg för att ligga i framkant inom skiffsegling och till OS 2016 introducerades en damklass med en mindre rigg under namnet 49er FX.

## Resultat Olympiska spelen
| Spel | Guld                                      | Silver                                    | Brons                                       |
| 2000 | Jyrki Järvi, Thomas Johanson Finland      | Ian Barker, Simon Hiscocks Storbritannien | Jonathan McKee, Charlie McKee USA           |
| 2004 | Iker Martínez, Xabier Fernández Spanien   | Rodion Luka, George Leonchuk Ukraina      | Chris Draper, Simon Hiscocks Storbritannien |
| 2008 | Jonas Warrer, Martin Kirketerp Danmark    | Iker Martínez, Xabier Fernández Spanien   | Jan-Peter Peckolt, Hannes Peckolt Tyskland  |
| 2012 | Nathan Outteridge, Iain Jensen Australien | Peter Burling, Blair Tuke Nya Zeeland     | Allan Nørregaard, Peter Lang Danmark        |
| 2016 | Peter Burling, Blair Tuke Nya Zeeland     | Nathan Outteridge, Iain Jensen Australien | Erik Heil, Thomas Plößel Tyskland           |